# Kevin Eriksson
Kevin Eriksson, né le 16 juillet 1996 à Nynäshamn, est un pilote automobile suédois de rallycross.

## Biographie

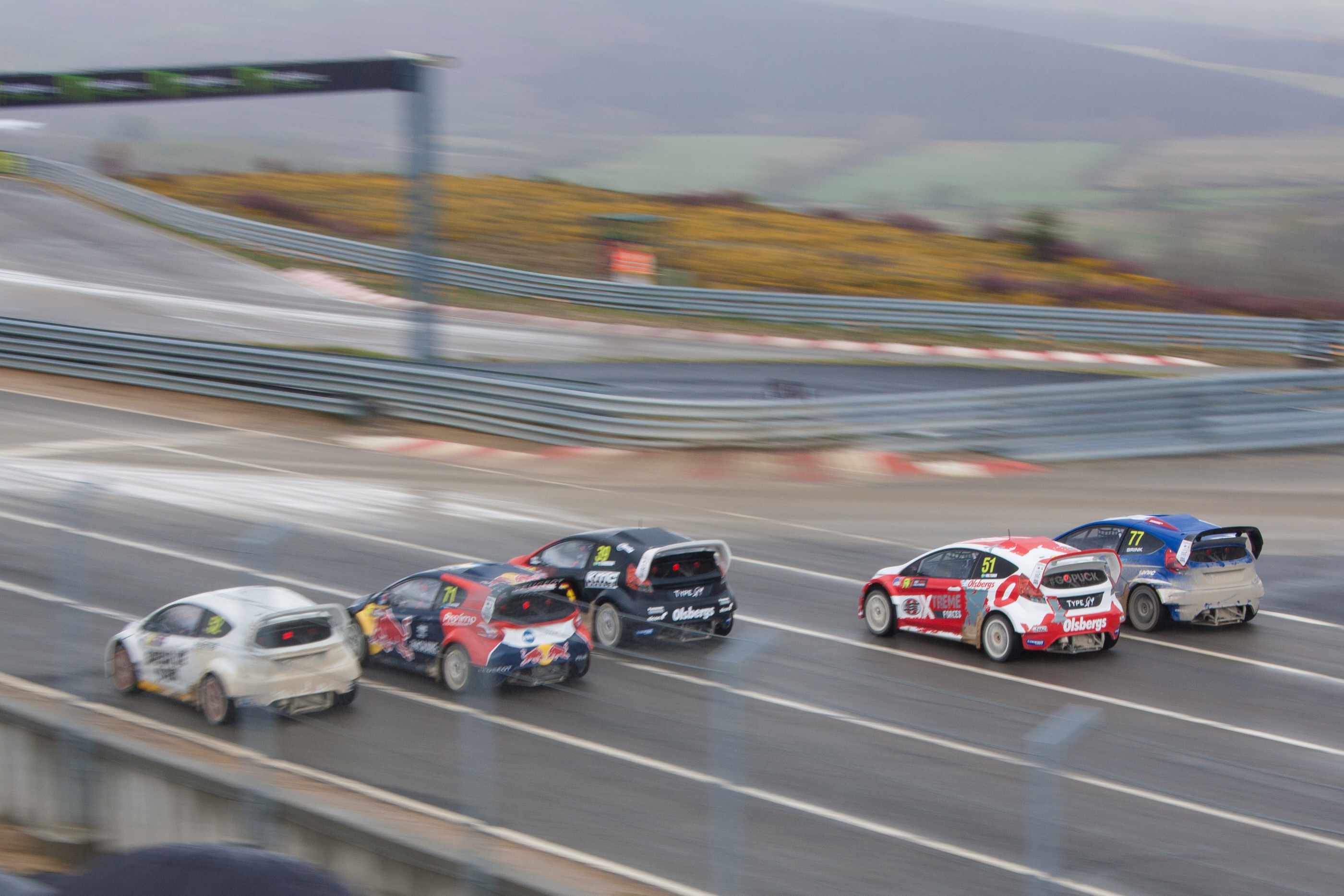
Kevin Eriksson en RX Lites en 2015 (voiture noire au milieu).

Fils du pilote de rallycross Andréas Eriksson, Pilote dans sa Suède natale à partir de l'âge de quinze ans, Kevin Eriksson intègre le Championnat du monde de rallycross FIA durant sa saison inaugurale en 2014, dans la deuxième catégorie RX Lites, dans laquelle il est sacré champion du monde. Il fait également sa première apparition dans la catégorie-reine en Supercar, à la fin de l'année, et termine troisième. Il redouble en RX Lites en 2015 et est sacré vice-champion.
En 2016, il signe chez Olsbergs MSE, équipe co-détenue par son père, en Supercar, avec pour coéquipier Niclas Grönholm, fils de Marcus Grönholm. Durant l'hiver 2015-2016, il remporte le RallyX On Ice, championnat scandinave de rallycross sur glace. Durant la saison, il se qualifie régulièrement en demi-finales, voire en finale, sans jamais finir sur un podium. En octobre 2016, lors du WorldRX d'Allemagne à Estering, il se qualifie pour la finale ; il prend un départ exceptionnel, où il dépasse Petter Solberg, Mattias Ekström et Kevin Hansen à l'extérieur du premier virage, et prend la tête pour s'imposer et remporter sa première victoire. Ce dépassement, parfois qualifié de « dépassement de l'année », offre le surnom de Round the Outside au pilote suédois pour son dépassement à l'extérieur.

## Résultats en compétition automobile
- 2013 : 
  - Championnat d'Europe de rallycross Super1600 : 8e (une victoire)
- 2014 : 
  - Championnat du monde de rallycross Supercar : 22e (un podium, une course)
  - Championnat du monde de rallycross RX Lites : Champion (une victoire)
- 2015 : 
  - Championnat du monde de rallycross RX Lites : 2e (deux victoires)
- 2016 : 
  - Championnat du monde de rallycross Supercar : 11e (une victoire)
  - RallyX On Ice : Champion